# Querétaro (staat)
Querétaro (of Querétaro de Arteaga, Purépecha: K'eretarhu, Otomí: Maxei) is een van de 31 Staten van Mexico. Querétaro bevindt zich ongeveer in het midden van Mexico. Santiago de Querétaro is de hoofdstad van de staat, maar in het dagelijks taalgebruik worden zowel de staat als de hoofdstad Querétaro genoemd. De staat grenst aan San Luis Potosí, Guanajuato, Hidalgo, Mexico en Michoacán. Querétaro heeft een oppervlakte van 11.449 km² en 2.368.467 inwoners (2020). Een autoweg verbindt Querétaro met Mexico-Stad, op ongeveer 200 km afstand. Querétaro is bekend vanwege haar koloniale architectuur.
De belangrijkste bronnen van inkomsten zijn de automobielindustrie, voedselverwerking, elektronica, papierindustrie, toerisme en pluimveehouderij.

## Gemeenten
Querétaro bestaat uit 18 gemeenten, zie lijst van gemeenten van Querétaro.